# Джой-Ланс Мікелс
Джой-Ланс Мікелс (нім. Joy-Lance Mickels, нар. 29 березня 1994, Зігбург, Німеччина) — німецький футболіст конголезького походження, півзахисник азербайджанського клубу «Сабах».

## Ігрова кар'єра

### Початок
Джой-Ланс Мікелс є вихованцем клубної академії «Боруссії» з Менхенгладбаха, де він почав займатися футболом у 2005 році. У сезоні 2012/13 у складі молодіжної команди «Боруссії» Мікелс дістався півфіналу молодіжного Кубку Німеччини. У сезоні 2013/14 футболіст грав за другий склад команди в Регіональній лізі.
Влітку 2014 року Мікелс перейшов до складу «Шальке 04», де два сезони провів, граючи в другому складі в Реігональній лізі. Ще один сезон він провів в тому ж турнірі в «Алеманії» (Аахен)).

### Ваккер, Карл Цейс
Влітку 2019 року Мікелс перейшов до складу «Ваккер-90», де одразу зайняв місце в основі команди. Разом з «Ваккером» Джой-Ланс виграв Кубок Тюрінгії у 2019 році.
Після того, як «Ваккер» оголосив про банкрутство, банато гравців команди і серед них  Мікелс залишили клуб. В січні 2020 року Джой-Ланс приєдгався до клубу Ліги 3 «Карл Цейс», з яким уклав угоду до кінця сезону.

### Маастрихт
Наступний сезон футболіст провів, граючи в клубі нідерландської Ерстедивізі «Маастрихт».

### Сабах
Влітку 2021 року як вільний агент Мікелс перебрався до Азербайджану, де підписав дворічний контракт зі столичним клубом «Сабах». Після завршення контракту з «Сабахом», сезон 2023/24 футболіст провів в клубі аравійського Другого дивізіону «Аль-Фейсалі». Та перед сезоном 2024/25 Мікелс повернувся до складу «Сабаха».

## Особисте життя
Брат - близнюк Джой-Ланса Джой-Слейд та молодший брат Лерой-Джек також є професійними футболістами. Разом брати грали в молодіжному складі гладбахської «Боруссії».

## Титули і досягнення
- Володар Кубка Азербайджану (1):

«Сабах»: 2024–25